# Lanthan(III) oxide
Lanthan(III) Oxide là một hợp chất vô cơ có thành phần gồm hai nguyên tố: nguyên tố đất hiếm lanthan và oxy, với công thức hóa học được quy định là La2O3. Hợp chất này được sử dụng để phát triển vật liệu sắt, cũng như đóng vai trò như là một thành phần của vật liệu quang học và là một nguyên liệu cho một số chất xúc tác hóa học.

## Các nguyên tố thu được nhờ lanthan
Có một số nguyên tố đã được phát hiện như là kết quả của việc nghiên cứu phân tích dài hạn và sự phân nhỏ của quặng gadolinit. Khi tiến trình nghiên cứu phân tích quặng tiến triển, chất cặn được gán tên dần dần như ceria (xeri(IV) Oxide). Sau đó từ từ tìm kiếm ra lanthan, ytria, erbia và terbia. Danh sách phát hiện theo ngày bao gồm xeri 58, lanthan 57, erbi 68, terbi 65, ytri 39, ytterbi 70, holmi 67, thuli 69, scandi 21, praseodymi 59, neodymi 60 và dysprosi 66. Một vài trong số những nguyên tố mới này đã được phát hiện hoặc phân lập bởi Carl Gustaf Mosander trong những năm 1830 và 1840

## Sử dụng
La2O3 đã từng được dùng để làm kính quang học, bởi Oxide này làm tăng mật độ, chiết suất và độ cứng. La2O3 cùng với các Oxide của wolfram, tantan và thori cải thiện khả năng chống sự ăn mòn của kiềm cho các loại kính. La2O3 cũng là một trong các nguyên liệu dể sản xuất vật liệu tạo áp điện và nhiệt điện (tránh nhầm với công nghiệp năng lượng). Bộ chuyển đổi xúc tác trong ống thải khí ở các loại xe có chứa La2O3. La2O3 được dùng trong màn hình khuếch đại ảnh X-quang, chất phát quang cũng như gốm dẫn hoặc cách điện.
La2O3 đã được khảo sát nhằm mục đích dùng làm các liên kết nhằm oxy hóa metan.